# Derek Warwick

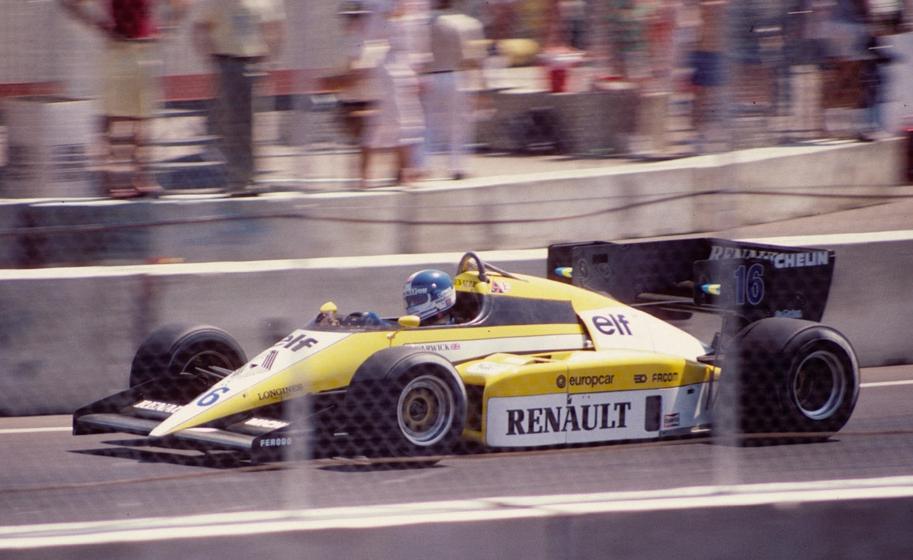
Imatge del cotxe amb el qual Derek Warwick va córrer el Gran Premi dels Estats Units del 1984.

Derek Stanley Arthur Warwick  va ser un pilot de curses automobilístiques britànic que va arribar a disputar curses de Fórmula 1.
Va néixer el 27 d'agost del 1954 a Alresford, Hampshire, Anglaterra.

## A la F1
Derek Warwick va debutar a la quarta cursa de la temporada 1981 (la 32a temporada de la història) del campionat del món de la Fórmula 1, disputant el 3 de maig del 1981 el G.P. de San Marino al circuit d'Imola.
Va participar en un total de cent seixanta-dues curses puntuables pel campionat de la F1, disputades en onze temporades no consecutives (1981 - 1990 i 1993), aconseguint quatre podis, amb una segona posició (en dues ocasions) com millor classificació en una cursa i assolí setanta-un punts pel campionat del món de pilots.

## Resultats a la Fórmula 1
| Any  | Equip                        | Xassís   | Motor       | 1         | 2         | 3         | 4       | 5         | 6         | 7          | 8         | 9       | 10      | 11      | 12      | 13      | 14      | 15      | 16      | Posició | Punts |
| ---- | ---------------------------- | -------- | ----------- | --------- | --------- | --------- | ------- | --------- | --------- | ---------- | --------- | ------- | ------- | ------- | ------- | ------- | ------- | ------- | ------- | ------- | ----- |
| 1981 | Candy Toleman                | Toleman  | Hart        | O.USA Ret | BRA Ret   | ARG 11    | SMR NVQ | BEL NVQ   | MON NVQ   | ESP NVQ    | FRA NVQ   | GBR NVQ | ALE NVQ | AUT NVQ | HOL NVQ | ITA NVQ | CAN NVQ | LVG Ret |         | -       | 0     |
| 1982 | Candy Toleman                | Toleman  | Hart        | SUD Ret   | BRA NVQ   | O.USA NVQ | SMR Ret | BEL Ret   | MON NVQ   | E.USA      | CAN       | HOL Ret | GBR Ret | FRA 15  | ALE 10  | AUT Ret | SUI Ret |         |         | -       | 0     |
| 1982 | Candy Toleman                | Toleman  | Hart        |           |           |           |         |           |           |            |           |         |         |         |         |         |         | ITA Ret | LVG Ret | -       | 0     |
| 1983 | Candy Toleman                | Toleman  | Hart        | BRA 8     | O.USA Ret | FRA Ret   | SMR Ret | MON Ret   | BEL 7     | E.USA Ret  | CAN Ret   | GBR Ret | ALE Ret | AUT Ret | HOL 4   | ITA 6   | EUR 5   | SUD 4   |         | 14è     | 9     |
| 1984 | Elf Aquitaine Equipe Renault | Renault  | Renault     | BRA Ret   | SUD 3     | BEL 2     | SMR 4   | FRA Ret   | MON Ret   | CAN Ret    | E.USA Ret | USA Ret | GBR 2   | ALE 3   | AUT Ret | HOL Ret | ITA Ret | EUR 11  | POR Ret | 7è      | 23    |
| 1985 | Elf Aquitaine Equipe Renault | Renault  | Renault     | BRA 10    | POR 7     | SMR 10    | MON 5   | CAN Ret   | E.USA Ret | FRA CFCFFF |           |         |         |         |         |         |         |         |         | 14è     | 5     |
| 1985 | Elf Aquitaine Equipe Renault | Renault  | Renault     |           |           |           |         |           |           |            | GBR 5     | ALE Ret | AUT Ret | HOL Ret | ITA Ret | BEL 6   | EUR Ret | SUD     | AUS Ret | 14è     | 5     |
| 1986 | Motor Racing Developments    | Brabham  | BMW         | BRA       | ESP       | SMR       | MON     | BEL       | CAN Ret   | E.USA 10   | FRA 9     | GBR 8   | ALE 7   | HUN Ret | AUT NVS | ITA Ret | POR Ret | MEX Ret | AUS Ret | -       | 0     |
| 1987 | USF&G Arrows Megatron        | Arrows   | Megatron    | BRA Ret   | SMR 11    | BEL Ret   | MON Ret | E.USA Ret | FRA Ret   | GBR 5      | ALE Ret   | HUN 6   | AUT Ret | ITA Ret | POR 13  | ESP 10  | MEX Ret | JPN 10  | AUS Ret | 16è     | 3     |
| 1988 | USF&G Arrows Megatron        | Arrows   | Megatron    | BRA 4     | SMR 9     | MON 4     | MEX 5   | CAN 7     | E.USA Ret | FRA Ret    | GBR 6     | ALE 7   | HUN Ret | BEL 5   | ITA 4   | POR 4   | ESP Ret | JPN Ret | AUS Ret | 8è      | 17    |
| 1989 | USF&G Arrows                 | Arrows   | Ford        | BRA 5     | SMR 5     | MON Ret   | MEX Ret | USA Ret   | CAN Ret   | FRA        | GBR 9     | ALE 6   | HUN 10  | BEL 6   | ITA Ret | POR Ret | ESP 9   | JPN 6   | AUS Ret | 10è     | 7     |
| 1990 | Camel Team Lotus             | Lotus    | Lamborghini | USA Ret   | BRA Ret   | SMR 7     | MON Ret | CAN 6     | MEX 10    | FRA 11     | GBR Ret   | ALE 8   | HUN 5   | BEL 11  | ITA Ret | POR Ret | ESP Ret | JPN Ret | AUS Ret | 14è     | 3     |
| 1993 | FootworkMugen-Honda          | Footwork | Mugen-Honda | SUD 7     | BRA 9     |           |         |           |           |            |           |         |         |         |         |         |         |         |         | 16è     | 4     |
| 1993 | FootworkMugen-Honda          | Footwork | Mugen-Honda |           |           | EUR Ret   | SMR Ret | ESP 13    | MON Ret   | CAN 16     | FRA 13    | GBR 6   | ALE 17  | HUN 4   | BEL Ret | ITA Ret | POR 15  | JPN 14  | AUS 10  | 16è     | 4     |

### Resum
| Curses:   | Victòries: | Pòdiums: | Poles: | Voltes ràpides: | Punts: |
| --------- | ---------- | -------- | ------ | --------------- | ------ |
| 162 (147) | 0          | 4        | 0      | 2               | 71     |